# Qusong (socken i Kina)
Qusong (kinesiska: 曲松, 曲松乡) är en socken i Kina. Den ligger i den autonoma regionen Tibet, i den sydvästra delen av landet, omkring 1 200 kilometer väster om regionhuvudstaden Lhasa. Antalet invånare är 928. Befolkningen består av 471 kvinnor och 457 män. Barn under 15 år utgör 29,0 %, vuxna 15-64 år 65 %, och äldre över 65 år 5,0 %.
Genomsnittlig årsnederbörd är 310 millimeter. Den regnigaste månaden är februari, med i genomsnitt 62 mm nederbörd, och den torraste är maj, med 8 mm nederbörd.